# Pierrefitte-sur-Aire
Pour les articles homonymes, voir Pierrefitte.
Pierrefitte-sur-Aire est une commune française située dans le département de la Meuse, en région Grand Est.

## Géographie

### Localisation
Pierrefitte-sur-Aire est située au milieu du département de la Meuse, dans la vallée de l'Aire. La commune est située au bord de la rivière Aire. Le nom officiel de la commune était « Pierrefitte » jusqu'en 1924. Pierrefitte-sur-Aire est à 40 km de Verdun, 21 km de Bar-le-Duc, 17 km de Saint-Mihiel et à 29 km de Commercy.

### Communes limitrophes
| Longchamps-sur-Aire |                      | Courouvre                |
|                     | Pierrefitte-sur-Aire |                          |
| Belrain             | Nicey-sur-Aire       | Rupt-devant-Saint-Mihiel |

### Hydrographie
La commune est traversée par la ligne de partage des eaux entre les bassins versants de la Meuse et de la Seine au sein respectivement du bassin Rhin-Meuse et du bassin Seine-Normandie. Elle est drainée par l'Aire, le ruisseau de l'Étang, la Morte et le ruisseau de la Deute,.
L'Aire, d'une longueur de 125 km, prend sa source dans la commune de Saint-Aubin-sur-Aire, à 324 m d'altitude, et se jette  dans l'Aisne, en rive droite à Senuc, à 104 m d'altitude, après avoir traversé 36 communes. 

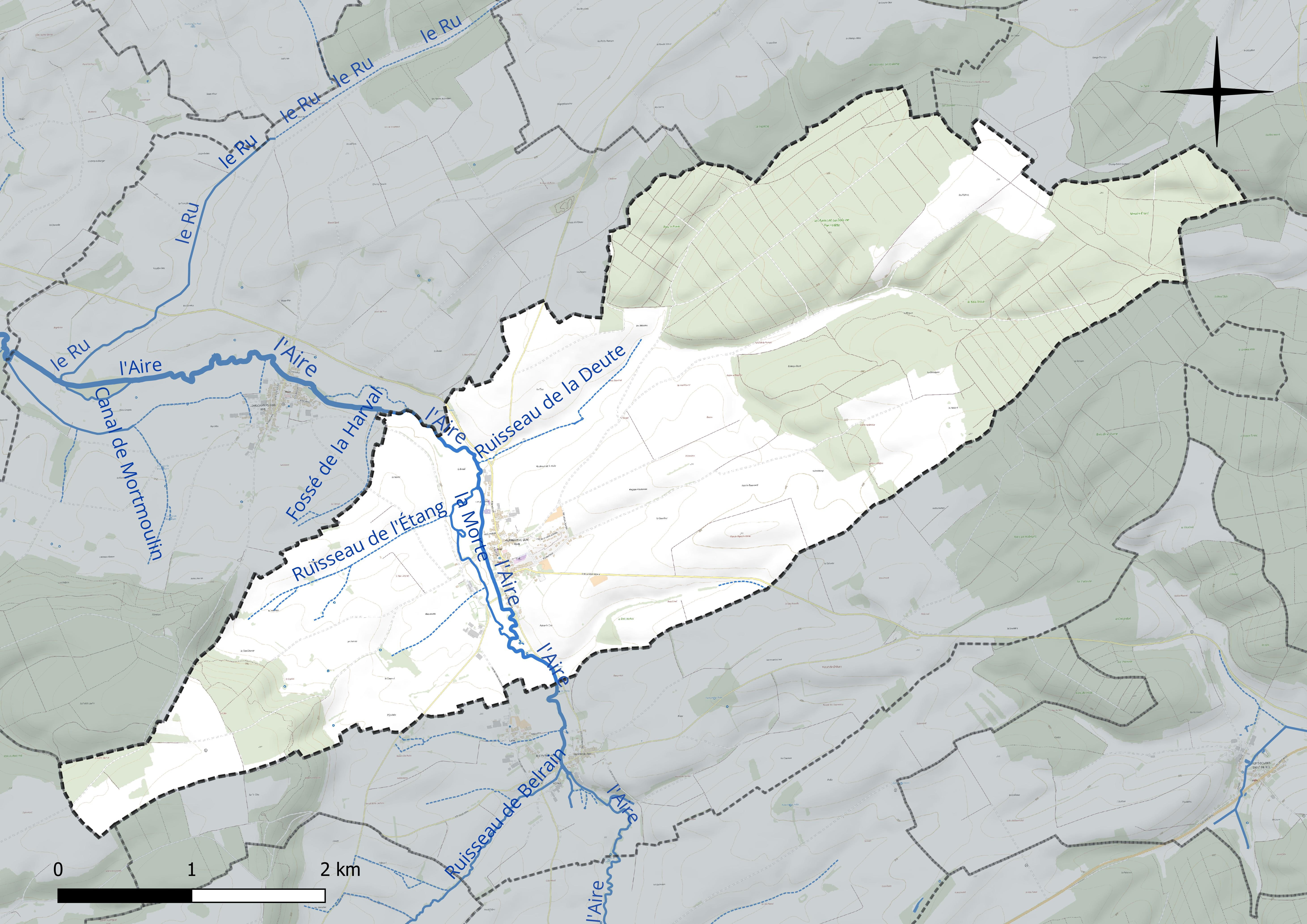
Réseau hydrographique de Pierrefitte-sur-Aire.

### Climat
Pour des articles plus généraux, voir Climat du Grand Est et Climat de la Meuse.
En 2010, le climat de la commune est de type climat de montagne, selon une étude du Centre national de la recherche scientifique s'appuyant sur une série de données couvrant la période 1971-2000. En 2020, Météo-France publie une typologie des climats de la France métropolitaine dans laquelle la commune est exposée à un climat océanique altéré et est dans la région climatique  Lorraine, plateau de Langres, Morvan, caractérisée par un hiver rude (1,5 °C), des vents modérés et des brouillards fréquents en automne et hiver. 
Pour la période 1971-2000, la température annuelle moyenne est de 9,7 °C, avec une amplitude thermique annuelle de 15,9 °C. Le cumul annuel moyen de précipitations est de 1 037 mm, avec 13,9 jours de précipitations en janvier et 9,8 jours en juillet. Pour la période 1991-2020, la température moyenne annuelle observée sur la station météorologique de Météo-France la plus proche, « Chaumont_sapc », sur la commune de Chaumont-sur-Aire à 6 km à vol d'oiseau, est de 10,8 °C et le cumul annuel moyen de précipitations est de 850,0 mm. 
La température maximale relevée sur cette station est de 41,1 °C, atteinte le 25 juillet 2019 ; la température minimale est de −15,5 °C, atteinte le 20 décembre 2009,,. 
Les paramètres climatiques de la commune ont été estimés pour le milieu du siècle (2041-2070) selon différents scénarios d'émission de gaz à effet de serre à partir des nouvelles projections climatiques de référence DRIAS-2020. Ils sont consultables sur un site dédié publié par Météo-France en novembre 2022.

## Urbanisme

### Typologie
Au 1er janvier 2024, Pierrefitte-sur-Aire est catégorisée commune rurale à habitat dispersé, selon la nouvelle grille communale de densité à sept niveaux définie par l'Insee en 2022.
Elle est située hors unité urbaine. Par ailleurs la commune fait partie de l'aire d'attraction de Bar-le-Duc, dont elle est une commune de la couronne,. Cette aire, qui regroupe 86 communes, est catégorisée dans les aires de 50 000 à moins de 200 000 habitants,.

### Occupation des sols
L'occupation des sols de la commune, telle qu'elle ressort de la base de données européenne d’occupation biophysique des sols Corine Land Cover (CLC), est marquée par l'importance des territoires agricoles (56,3 % en 2018), une proportion sensiblement équivalente à celle de 1990 (55,7 %). La répartition détaillée en 2018 est la suivante : 
terres arables (45,2 %), forêts (41,7 %), prairies (11,1 %), zones urbanisées (2,1 %). L'évolution de l’occupation des sols de la commune et de ses infrastructures peut être observée sur les différentes représentations cartographiques du territoire : la carte de Cassini (XVIIIe siècle), la carte d'état-major (1820-1866) et les cartes ou photos aériennes de l'IGN pour la période actuelle (1950 à aujourd'hui).

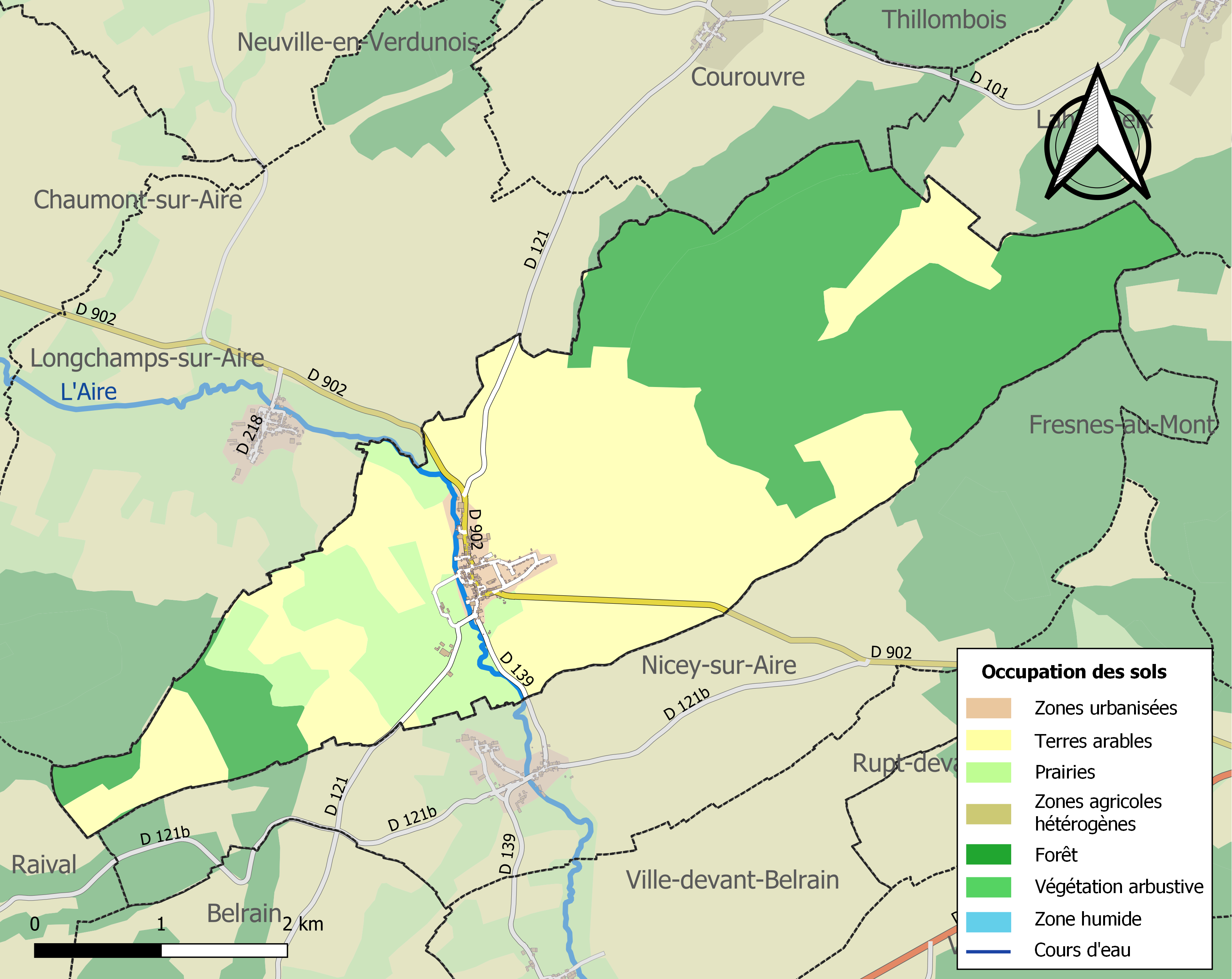
Carte des infrastructures et de l'occupation des sols de la commune en 2018 (CLC).

## Toponymie
Le nom de la localité est attesté sous les formes Petra-Ficta Palatio (827) ; Pierfite (1204) ; Pierefite (1232) ; Pierrefite (1369) ; Petraficta (1402) ; Petra-Ficta (1711) ; Pierfitte (1749).

Pierrefitte est issu du latin petra ficta, « pierre fichée, plantée ». Ce toponyme peut être l'évocation d'une borne milliaire.
L'Aire est une rivière, dans les départements de la Meuse et des Ardennes.

## Politique et administration
| Période                                  | Période                      | Identité                                      | Étiquette    | Qualité                                                          |
| ---------------------------------------- | ---------------------------- | --------------------------------------------- | ------------ | ---------------------------------------------------------------- |
| Les données manquantes sont à compléter. |                              |                                               |              |                                                                  |
| mars 1989                                | mars 2004                    | Christian Namy                                | DVD puis UDI | Conseiller général du canton de Pierrefitte-sur-Aire (1985-2015) |
| avril 2004                               | mars 2014                    | Yves Bacourt                                  |              |                                                                  |
| mars 2014                                | En cours (au 3 juillet 2020) | Robert Breneur Réélu pour le mandat 2020-2026 |              | Ancien cadre                                                     |

## Population et société

### Démographie
L'évolution du nombre d'habitants est connue à travers les recensements de la population effectués dans la commune depuis 1793. Pour les communes de moins de 10 000 habitants, une enquête de recensement portant sur toute la population est réalisée tous les cinq ans, les populations de référence des années intermédiaires étant quant à elles estimées par interpolation ou extrapolation. Pour la commune, le premier recensement exhaustif entrant dans le cadre du nouveau dispositif a été réalisé en 2006.

En 2022, la commune comptait 306 habitants, en évolution de −2,24 % par rapport à 2016 (Meuse : −4,4 %, France hors Mayotte : +2,11 %).
| 1793 | 1800 | 1806 | 1821 | 1831 | 1836 | 1841 | 1846 | 1851 |
| ---- | ---- | ---- | ---- | ---- | ---- | ---- | ---- | ---- |
| 672  | 576  | 659  | 678  | 680  | 660  | 646  | 656  | 626  |

| 1856 | 1861 | 1866 | 1872 | 1876 | 1881 | 1886 | 1891 | 1896 |
| ---- | ---- | ---- | ---- | ---- | ---- | ---- | ---- | ---- |
| 600  | 594  | 565  | 552  | 564  | 522  | 510  | 488  | 438  |

| 1901 | 1906 | 1911 | 1921 | 1926 | 1931 | 1936 | 1946 | 1954 |
| ---- | ---- | ---- | ---- | ---- | ---- | ---- | ---- | ---- |
| 436  | 421  | 388  | 351  | 326  | 292  | 311  | 317  | 256  |

| 1962 | 1968 | 1975 | 1982 | 1990 | 1999 | 2006 | 2011 | 2016 |
| ---- | ---- | ---- | ---- | ---- | ---- | ---- | ---- | ---- |
| 256  | 238  | 187  | 170  | 218  | 267  | 247  | 283  | 313  |

| 2021 | 2022 | - | - | - | - | - | - | - |
| ---- | ---- | - | - | - | - | - | - | - |
| 313  | 306  | - | - | - | - | - | - | - |

### Enseignement
Sur le plan scolaire, Pierrefitte-sur-Aire dépend de l'académie de Nancy-Metz et de l'inspection académique de la Meuse. La commune dispose d'un groupe scolaire allant de la maternelle au CM2.

### Santé
La commune de Pierrefitte-sur-Aire possède une maison de santé pluridisciplinaire regroupant un cabinet de médecine générale composé de deux médecins, un cabinet de kinésithérapie, un cabinet infirmier et un médecin de garde. Elle compte aussi une pharmacie.

## Culture locale et patrimoine

### Lieux et monuments
Église Saint-Remi de Pierrefitte-sur-Aire de style classique, construite à partir du XVIIIe siècle.
La salle d'asile sur le linteau gauche de la mairie et le Vent des Forêts (la forêt communale de Pierrefitte-sur-Aire accueille une vingtaine d'œuvres sur ses sentiers, parmi les 90 visibles sur le territoire ; elles sont à découvrir en parcourant le circuit du Gros Charme).

### Héraldique, logotype et devise
| Blason de Pierrefitte-sur-Aire | Blason  | D'azur semé de croisettes recroisetées au pied fiché d'or à deux bars adossés du même; au lambel à trois pendants d'argent brochant en chef                                                                                  |
| Blason de Pierrefitte-sur-Aire | Détails | Ces armoiries ont été sans doute concédées à la commune par les comtes de Bar, comme signe distinctif; ils ajoutèrent à leurs armes un lambel d’argent. Renaud, fils d’Edouard Ier comte de Bar, fut seigneur de Pierrefitte |

### Cartes postales anciennes

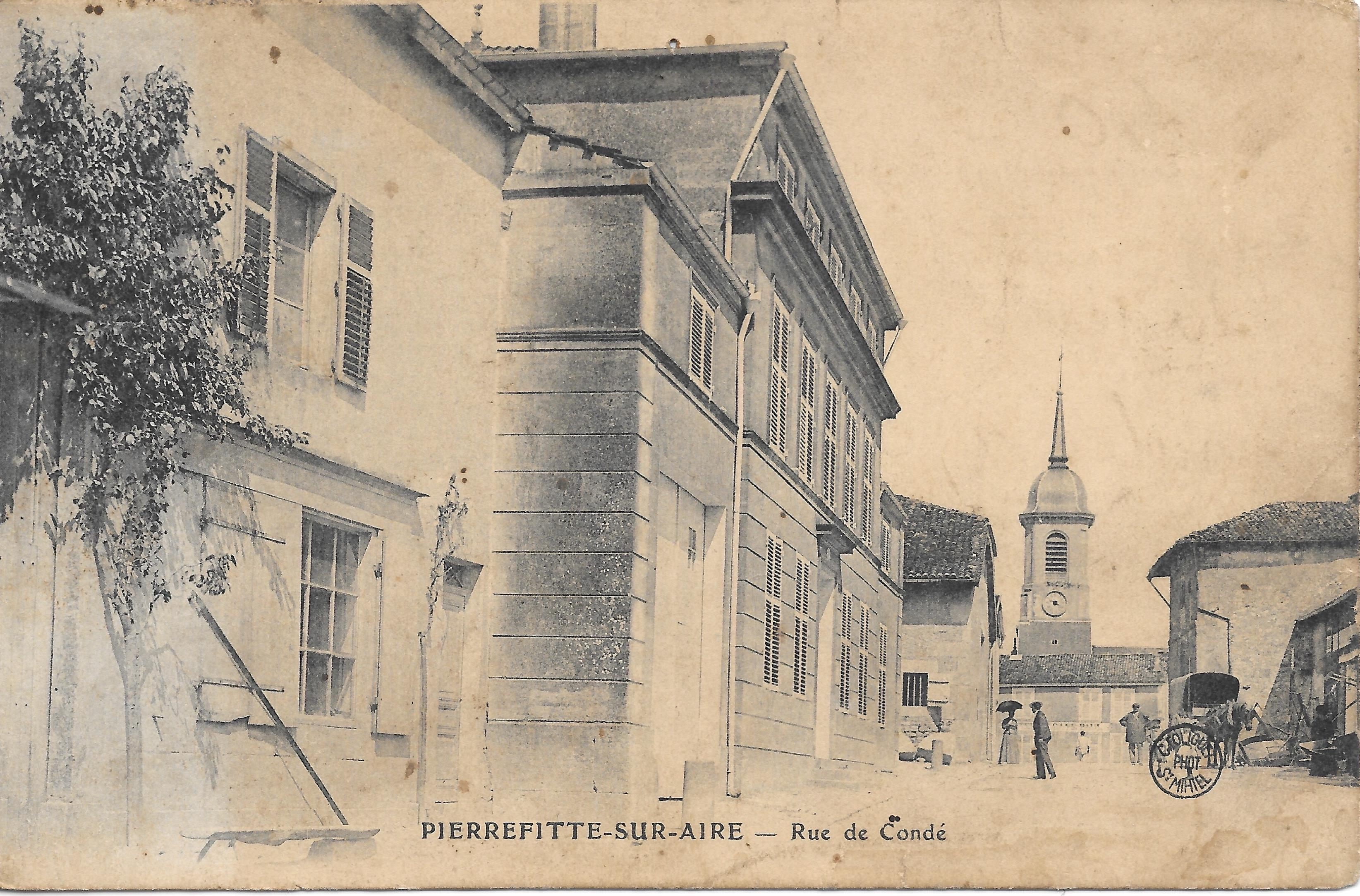
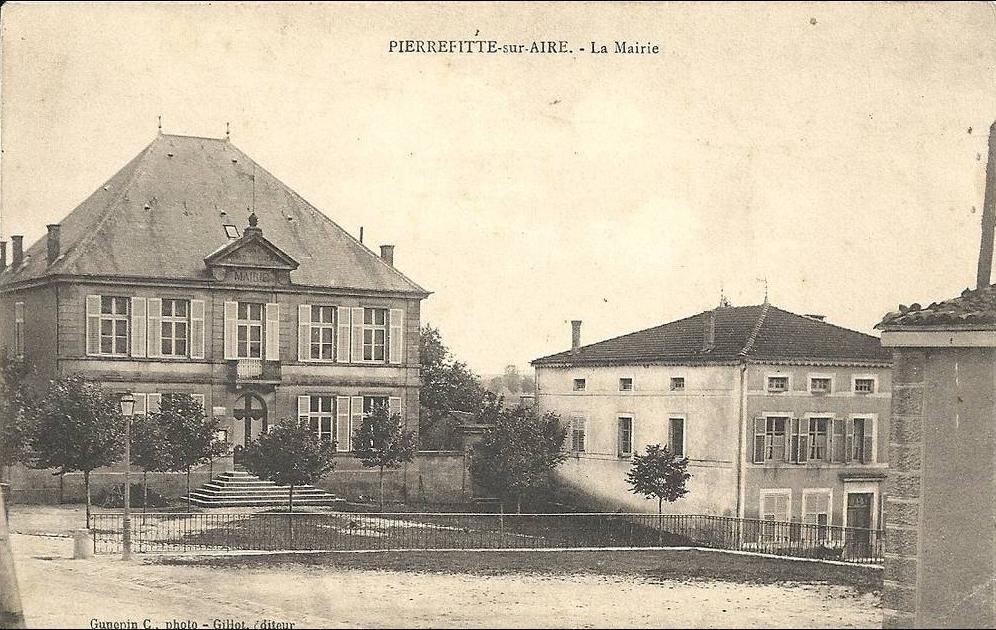
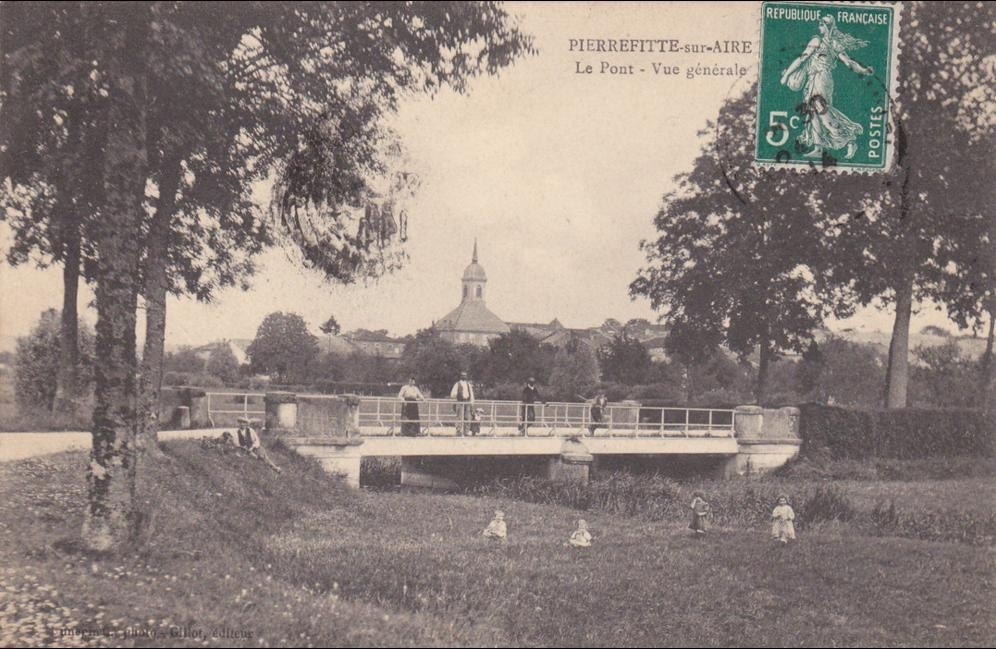
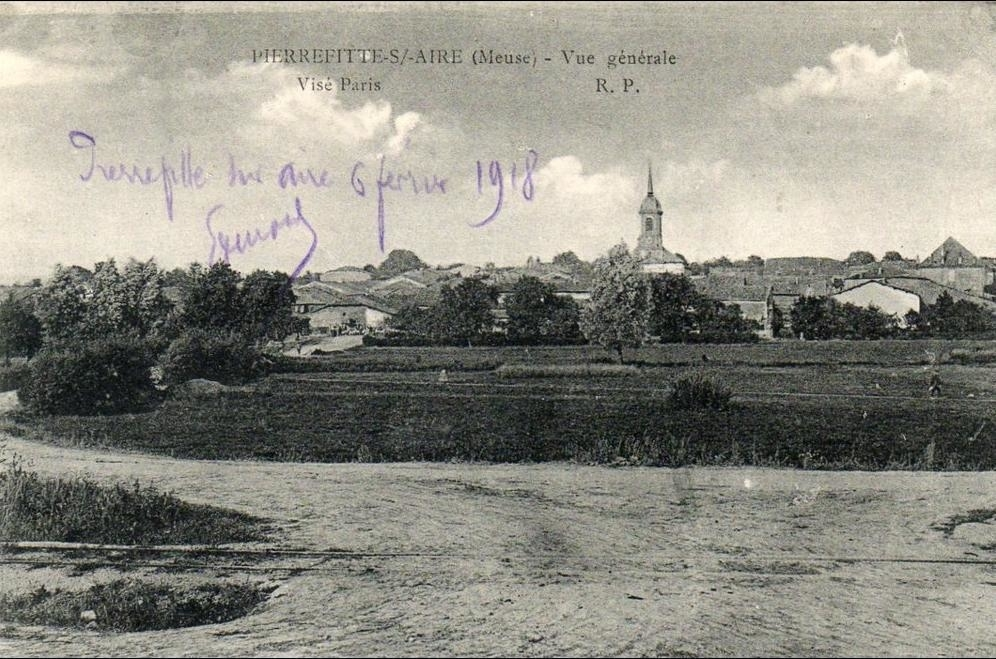
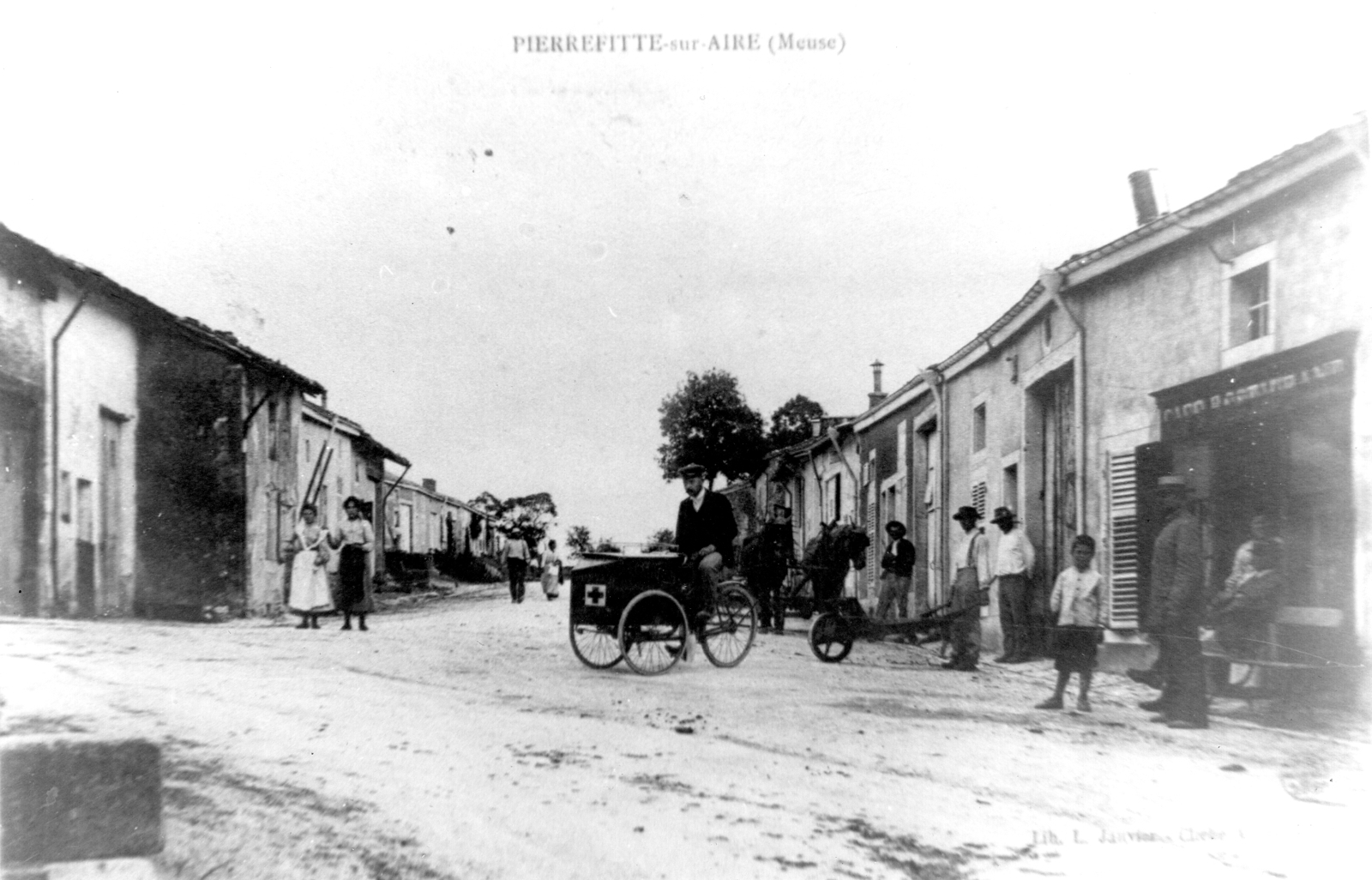
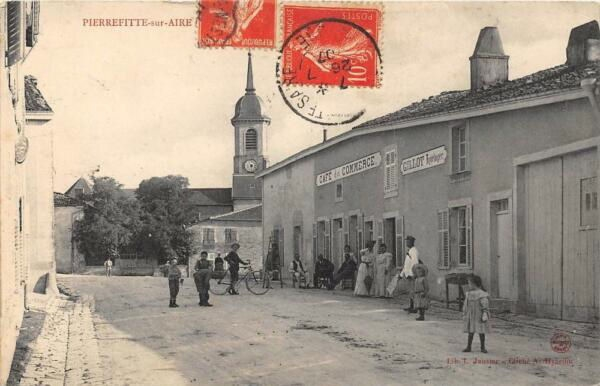